# سفيدار (كيسكان)
سفیدار (بالفارسية: سفیدار) هي قرية تقع في إيران في قسم كيسكان الريفي. يقدر عدد سكانها بـ 0 نسمة بحسب إحصاء 2016.